# Чиятау
Чията́у (рос. Чиятау, башк. Сейәтау) — присілок у складі Балтачевського району Башкортостану, Росія. Входить до складу Тучубаєвської сільської ради.
Населення — 5 осіб (2010; 6 у 2002).
Національний склад:
- башкири — 83 %